# Шуриновская волость
Шуриновская волость — историческая административно-территориальная единица Богучарского уезда Воронежской губернии. Волостной центр — слобода Шуриновка. Ныне территория Богучарского и Кантемировского районов Воронежской области России.

## История
В 1915 году волостным урядником был Федор Игнатьевич Шибанов, старшиной — Макар Григорьевич Сибиркин, волостным писарем — Иван Егорович Мокров.

## Состав
По состоянию на 1880 год состояла 35 поселений, 22 сельских общин,:
- Шуриновка — бывшее владельческое слобода при реке Левая за 25 верст от уездного города, 510 человек, 93 двора, 2 православных церкви.
- Ново-Никольская — бывшее владельческое слобода, 470 человек, 85 дворов, православная церковь, торжок.
- Осиковка — бывшее владельческое слобода, 64 человека, 12 дворов, православная церковь.
- Плюсны и Плоский — бывшее владельческое слобода и хутор, 163 лица, 35 дворов, православная церковь, школа.
- Титарев — бывший собственнический хутор при реке Левая, 1108 человек, 164 двора, 16 ветряных мельниц.
- Федоровка — бывший собственнический хутор при реке Левая, 987 человек, 147 дворов.

## Население
По состоянию на 1880 год зафиксировано 6284 лица (3203 мужского пола и 3081 — женской). По данным 1900 года в волости население составляло 6703 лица (3414 мужского пола и 3289 — женского).

## Инфраструктура
По состоянию на 1880 год в 35 поселениях 951 дворовое хозяйство.
|                       | Площадь, десятин | В том числе пахотной, дес. |
| --------------------- | ---------------- | -------------------------- |
| Сельских общин        | 6807             | 3392                       |
| Частной собственности | 28839            | 7686                       |
| Другой собственности  | 73               | 53                         |
| В общем               | 35719            | 10931                      |

По данным 1900 года в волости 80 зданий и учреждений, 1036 дворовых хозяйств.